# Московский коксогазовый завод
Акционерное общество «Московский коксогазовый завод» («Москокс») — российское предприятие коксохимической промышленности, расположенное в Видном Московской области, по адресу: Белокаменное шоссе, владение 13. Завод работает с 1951 года. С октября 2006 года входит в группу компаний «Мечел». Предприятие занимается производством кокса и промышленных газов, удобрений и азотных соединений и др.

## История
Строительство начато в 1938 году, с началом войны было приостановлено, и возобновлено лишь после её окончания. Первый кокс и коксовый газ был получен на заводе 1 апреля 1951 года. Завод строился для производства не только кокса, но и коксового газа для того, чтобы добавить его в природный газ, поступающий в квартиры москвичей. Рабочий посёлок завода стал основой города Видное.
В 1960—1970-е годы запущено аммиачное производство и кислородный цех. В 1972—1973 годах была запущена одна из первых СССР установок по биохимической очистке сточных вод. В 1980—1990-е годы на заводе также производились товары народного потребления (кассеты, моющие средства и пр.).
С распадом СССР коксовые батареи были реконструированы. С целью ограничения выброса вредных веществ в окружающую среду закрыт цех ректификации, производство аммиака.
С октября 2006 года входит в компанию «Мечел». По состоянию на 2010-е годы производит кокс, бензол, каменноугольную смолу. Коксовая продукция вырабатывается на четырёх коксовых батареях, предназначена в основном для использования в металлургической промышленности, среди потребителей как предприятия Центральной России, так и Украины и Евросоюза. Обладает собственной электростанцией установленной мощностью 30 МВт.
29 января 2023 года, на фоне вторжения России на Украину, предприятие было внесено в санкционный список Украины.

## Руководители
Первым директором предприятия был назначен Павел Фёдорович Гаевский. 4 июня 1987 года в должность вступил Юрий Дмитриевич Тимофеев, который управлял заводом до 1 августа 2006 года. С 2006 по 2007 год генеральным директором был Тыцкий Владимир Иванович.
С января 2020 года управляющим директором АО «Московский коксогазовый завод» является Сергей Георгиевич Белан.

## Железнодорожная станция
На территории Московского коксогазового завода расположена крупная промышленная железнодорожная станция «Заводская», обслуживающая завод Заводская (станция, Москокс). Ветка на коксогазовый завод начинается от станции Бирюлёво-Товарная.

## Критика
В июле 2021 года в результате жалоб местных жителей Росприроднадзор сообщил, что планирует обратиться в суд с иском об отзыве разрешения предприятия на выбросы. По предположению представителя Росприроднадзора, предприятие умышленно занижает показатели выбросов и имеет другие нарушения. По мнению представителя «Мечел», претензии не имеют оснований, поскольку предприятие работает с соблюдением санитарных и экологических норм.
В июле 2022 года Росприроднадзор в ходе административного расследования выявил выбросы стирола без соответствующего разрешения. По словам главы Росприроднадзора Светланы Радионовой, нарушения зафиксировали «на восьми стационарных источниках выбросов коксогазового производства». Завод был оштрафован на 540 000 рублей.